# Carcelia diversa
Carcelia diversa là một loài ruồi trong họ Tachinidae.